# 永田武司
永田 武司（ながた たけし、2月18日 - ）時折使うペンネーム猪 虎太郎（いのしし こたろう）
は、日本の放送作家。兵庫県明石市出身。

## 略歴
- 1985年 劇団東京ヴォードヴィルショーにマネージャーとして入社。
- 1989年、大阪の心斎橋筋2丁目劇場入り、劇場ライブ構成・テレビ番組の放送作家として活動
- 1996年、劇場ライブ構成を離れ、TV・ラジオの構成作家に[2]。

### 過去に担当したテレビ番組
- 笑いの剣
- たかじんnoばぁ〜
- オールザッツ漫才

### 過去に担当したラジオ
- アルシェクラブ・ITEMAEラジオ
- 千原兄弟 2丁目ギャング

### 過去に担当したシナリオ
- ストリートファイターII外伝 〜キャミィ・闘いの序曲〜[1]
- ロックマン危機一髪[1]
- ストリートファイタZERO外伝〜春麗旅立ちの章〜[1]
- ストリートファイタZERO2外伝〜さくら最も危ない女子高生〜 [1]
- ヴォンパイアハンター外伝 宿命の旅人ドノヴァン  [1]
- 『私立ジャスティス学園 ドラマアルバム 〜ねらわれた太陽学園 熱血死闘編〜』 [1]
- 『私立ジャスティス学園 アドベンチャードラマアルバム 〜ねらわれた太陽学園 熱血探偵編〜』[2][1]